# Biskupská konference
Biskupská konference, často nazývaná také konference biskupů, je oficiální shromáždění biskupů katolické církve na daném území. Biskupské konference již dlouho existují jako neformální subjekty. Prvním shromážděním biskupů, které se pravidelně scházelo, mělo vlastní právní strukturu a funkci církevního vedení, je Švýcarská biskupská konference, která byla založena v roce 1863. Před Druhým vatikánským koncilem existovalo více než čtyřicet biskupských konferencí, jejich status potvrdil Druhý vatikánský koncil a dále je definoval papež Pavel VI. v motu proprio Ecclesiae sanctae z roku 1966.
Biskupské konference jsou obvykle vymezeny geografickými hranicemi, často národními, přičemž všichni biskupové v dané zemi patří do jedné konference, i když mohou zahrnovat i sousední země. Biskupským konferencím jsou svěřeny určité pravomoci a úkoly, zejména pokud jde o stanovení liturgických norem pro mši svatou. Biskupské konference získávají svou pravomoc na základě univerzálního práva nebo zvláštních mandátů. Za určitých okolností, jak je definuje kanonické právo, podléhají rozhodnutí biskupské konference ratifikaci ze strany Svatého stolce. Jednotliví biskupové se nevzdávají své bezprostřední pravomoci při řízení svých diecézí ve prospěch biskupské konference. Je právnickou osobou.

## Teologické a právní postavení
Fungování, pravomoc a odpovědnost biskupských konferencí v současnosti upravuje Kodex kanonického práva z roku 1983 (viz zejména kánony 447-459). Kromě toho existují shromáždění biskupů, která zahrnují biskupy různých obřadů v daném národě, a to jak východní katolické církve, tak latinskou katolickou církev. Jsou popsána v kánonu 322 §2 Kodexu kánonů východních církví. 
Povahu biskupských konferencí a zejména jejich magisteriální autoritu následně objasnil papež Jan Pavel II. ve svém motu proprio Apostolos suos z roku 1998, v němž uvedl, že prohlášení těchto konferencí „představují autentické magisterium“, pokud je konference schválí jednomyslně; v opačném případě musí konference dosáhnout dvoutřetinové většiny a požádat Svatý stolec o recognitio, tj. uznání schválení, které neobdrží, pokud „většina není podstatná“.
V apoštolské exhortaci Evangelii gaudium z roku 2013 papež František vyjádřil obavu, že záměr Druhého vatikánského koncilu, který by biskupským konferencím udělil „skutečnou doktrinální autoritu, nebyl dosud dostatečně rozpracován.“ Papež František 9. září 2017 upravil kanonické právo a udělil biskupským konferencím zvláštní pravomoc „věrně připravovat ... schvalovat a vydávat liturgické knihy pro regiony, za které jsou zodpovědné, po potvrzení Apoštolským stolcem“. Kongregaci pro bohoslužbu a svátosti, která měla dříve hlavní odpovědnost za překlady, bylo nařízeno, aby „pomáhala biskupským konferencím plnit jejich úkol.“ 22. října 2017 Svatý stolec zveřejnil dopis, který papež František zaslal prefektovi Kongregace pro bohoslužbu a disciplínu svátostí kardinálu Robertu Sarahovi a v němž objasnil, že Svatý stolec a jeho oddělení budou mít pouze omezenou pravomoc potvrzovat liturgické překlady uznané místní biskupskou konferencí. Koncem února 2018 se Rada kardinálů a papež František pustili do úvah o teologickém statusu biskupských konferencí a znovu přečetli spis Apostolos suos papeže Jana Pavla II. ve světle Evangelii gaudium papeže Františka.

## Seznam biskupských konferencí
Zdroj:

### Afrika
1. Biskupská konference Angoly a Svatého Tomáše
2. Biskupská konference Beninu
3. Biskupská konference Burkiny Faso a Nigeru
4. Konference katolických biskupů Burundi
5. Národní biskupská konference Kamerunu
6. Středoafrická biskupská konference
7. Čadská biskupská konference
8. Konžská biskupská konference
9. Biskupská konference Demokratické republiky Kongo
10. Biskupská konference Pobřeží slonoviny
11. Biskupská konference Rovníkové Guineje
12. Katolická biskupská konference Etiopie a Eritreje
13. Biskupská konference Gabonu
14. Meziteritoriální katolická biskupská konference Gambie a Sierry Leone
15. Ghanská biskupská konference
16. Biskupská konference Guineje
17. Biskupská konference Indického oceánu[p 1]
18. Keňská konference katolických biskupů
19. Katolická biskupská konference Lesotha
20. Katolická biskupská konference Libérie
21. Biskupská konference Madagaskaru
22. Biskupská konference Malawi
23. Biskupská konference Mali
24. Biskupská konference Mosambiku
25. Namibijská katolická biskupská konference
26. Nigerijská katolická biskupská konference
27. Regionální biskupská konference severní Afriky[p 2]
28. Konference katolických biskupů Rwandy
29. Konference biskupů Senegalu, Mauritánie, Kapverd a Guineje Bissau
30. Jihoafrická katolická biskupská konference (SACBC)[p 3]
31. Súdánská katolická biskupská konference[p 4]
32. Tanzanská biskupská konference
33. Biskupská konference Toga
34. Ugandská biskupská konference
35. Zambijská biskupská konference
36. Zimbabwská katolická biskupská konference

### Asie

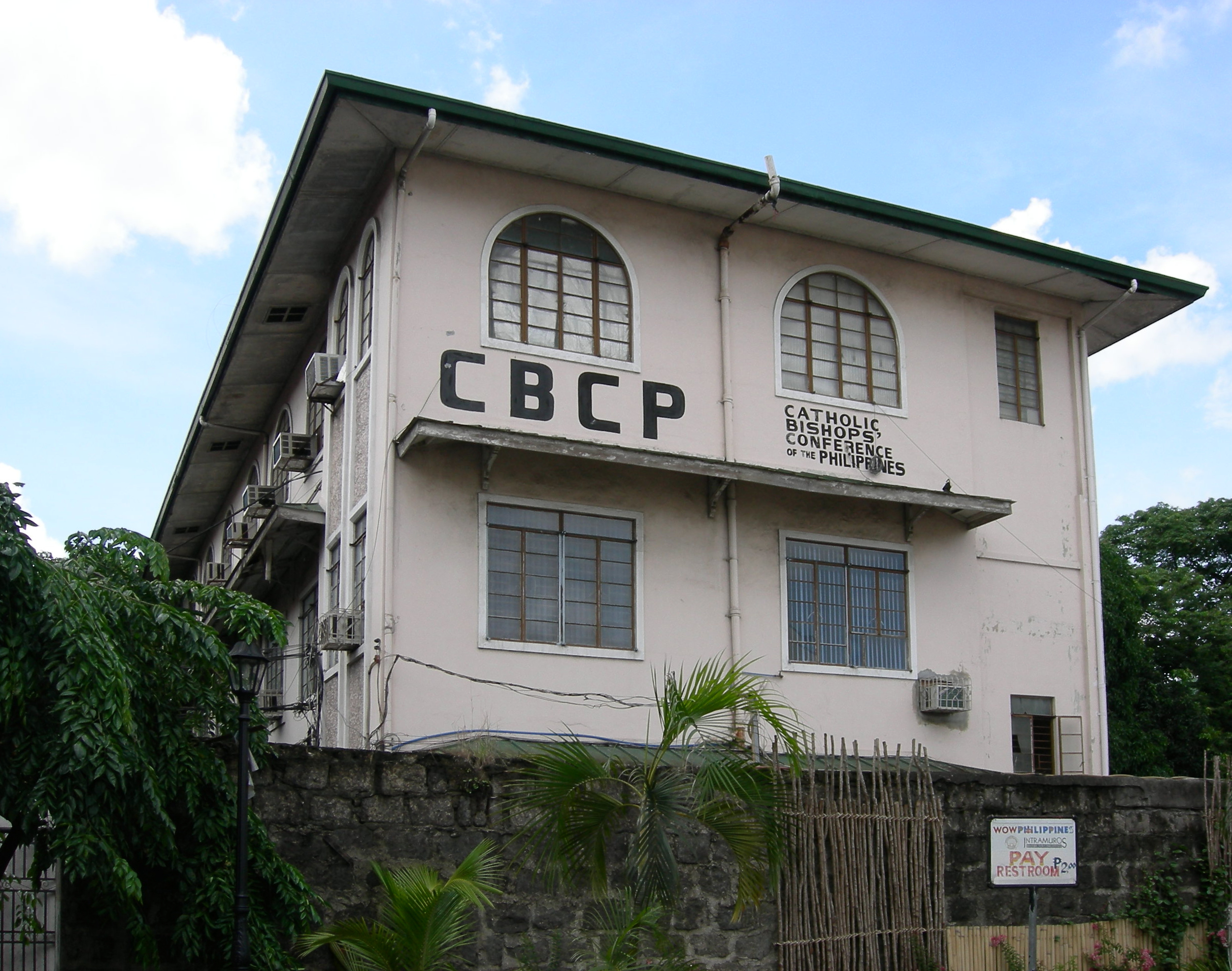
Sídlo filipínské katolické biskupské konference v Manile

1. Konference latinských biskupů arabských regionů[p 5]
2. Katolická biskupská konference Bangladéše
3. Biskupská konference Střední Asie.[p 6]
4. Čínská regionální biskupská konference
5. Konference katolických biskupů Indie (CCBI)
6. Biskupská konference Indonésie (KWI)
7. Katolická biskupská konference Japonska.
8. Katolická biskupská konference Koreje
9. Biskupská konference Laosu a Kambodže
10. Katolická biskupská konference Malajsie, Singapuru a Bruneje (CBCMSB)
11. Katolická biskupská konference Myanmaru
12. Katolická biskupská konference Pákistánu
13. Katolická biskupská konference Filipín
14. Katolická biskupská konference Thajska
15. Biskupská konference Turecka
16. Katolická biskupská konference Srí Lanky
17. Katolická biskupská konference Vietnamu

### Evropa
1. Biskupská konference Albánie
2. Rakouská biskupská konference
3. Konference katolických biskupů Běloruska
4. Biskupská konference Belgie
5. Komise biskupských konferencí Evropské unie
6. Biskupská konference Bosny a Hercegoviny
7. Biskupská konference Bulharska
8. Chorvatská biskupská konference
9. Česká biskupská konference
10. Katolická biskupská konference Anglie a Walesu
11. Biskupská konference Francie (CEF)
12. Německá biskupská konference
13. Svatá synoda katolických biskupů Řecka
14. Katolická biskupská konference Maďarska
15. Irská katolická biskupská konference[p 7]
16. Italská biskupská konference (CEI)
17. Lotyšská biskupská konference
18. Litevská biskupská konference[16]
19. Maltská biskupská konference
20. Biskupská konference Nizozemska
21. Polská biskupská konference
22. Portugalská biskupská konference
23. Rumunská biskupská konference
24. Konference katolických biskupů Ruské federace
25. Mezinárodní biskupská konference svatých Cyrila a Metoděje[p 8][17][18][19]
26. Skandinávská biskupská konference[p 9]
27. Biskupská konference Skotska
28. Konference biskupů Slovenska
29. Konference biskupů Slovinska
30. Španělská biskupská konference
31. Švýcarská biskupská konference
32. Ukrajinská biskupská konference

### Oceánie
1. Australská katolická biskupská konference
2. Novozélandská katolická biskupská konference
3. Biskupská konference Tichomoří (C.E. PAC. )[p 10][20]
4. Katolická biskupská konference Papuy-Nové Guineje a Šalamounových ostrovů

### Severní Amerika
1. Antilská biskupská konference

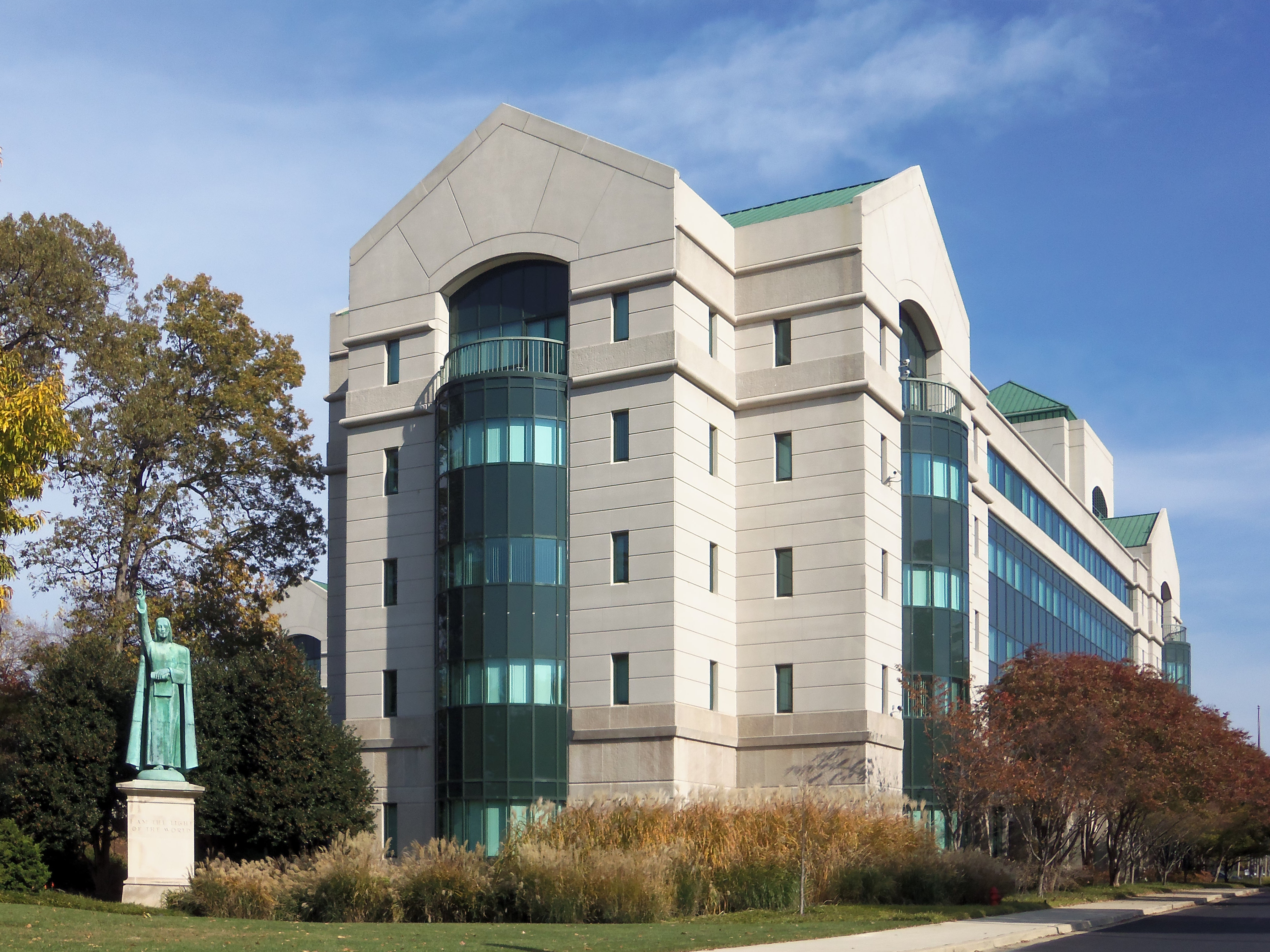
Sídlo Konference katolických biskupů Spojených států amerických ve Washingtonu, DC

2. Kanadská konference katolických biskupů (CCCB)
3. Kostarická biskupská konference
4. Konference katolických biskupů Kuby
5. Konference dominikánských biskupů (CED)
6. Konference biskupů Salvadoru
7. Biskupská konference Guatemaly
8. Biskupská konference Haiti
9. Biskupská konference Hondurasu
10. Konference mexického episkopátu (CEM)
11. Biskupská konference Nikaraguy
12. Biskupská konference Panamy
13. Portorická biskupská konference (CEP)
14. Konference katolických biskupů Spojených států (USCCB)[p 11]

### Jižní Amerika
1. Argentinská biskupská konference (CEA)
2. Bolivijská biskupská konference
3. Národní biskupská konference Brazílie (CNBB)
4. Biskupská konference Chile (CECh)
5. Biskupská konference Kolumbie
6. Ekvádorská biskupská konference
7. Paraguayská biskupská konference
8. Peruánská biskupská konference
9. Uruguayská biskupská konference
10. Venezuelská biskupská konference

### Ostatní biskupské orgány
Kromě biskupských konferencí definovaných Svatým stolcem existuje řada dalších regionálních seskupení biskupů::1101–1106 

#### Synody církví východního obřadu
Synody biskupů patriarchálních a velkých arcibiskupských církví
- Synoda arménské katolické církve
- Synoda chaldejské církve
- Synoda koptské katolické církve
- Synoda řeckokatolické ukrajinské církve
- Synoda řecko-melchitské katolické církve
- Synoda rumunské církve
- Synoda Syrské katolické církve
- Synoda syrsko-malaberské církve
- Synoda Syrsko-malokatolické církve
- Synod Etiopské církve
- Synod Rusínské církve v USA
- Sbor Slovenské církve

#### Shromáždění biskupů
Národní shromáždění hierarchů církví sui iuris (včetně východních katolických i latinských ordinářů).
- Shromáždění katolické hierarchie Egypta
- Shromáždění katolických biskupů Iráku
- Shromáždění patriarchů a biskupů Libanonu
- Shromáždění katolických hierarchů Sýrie
- Shromáždění katolických ordinářů Svaté země
- Íránská biskupská konference
- Katolická biskupská konference Indie (CBCI)

#### Mezinárodní setkání biskupských konferencí
- Rada východních katolických patriarchů
- Sympozium biskupských konferencí Afriky a Madagaskaru
- Regionální biskupská konference frankofonní západní Afriky
- Sdružení biskupských konferencí střední Afriky
- Sdružení biskupských konferencí regionu střední Afriky
- Sdružení členských biskupských konferencí východní Afriky.
- Meziregionální setkání biskupů jižní Afriky
- Sjednocení biskupských konferencí západní Afriky
- Svaz asijských biskupských konferencí.
- Federace katolických biskupských konferencí Oceánie (FCBCO)
- Rada evropských biskupských konferencí (CCEE)
- Komise biskupských konferencí Evropské unie (COMECE)
- Rada latinskoamerických biskupských konferencí (CELAM)
- Biskupský sekretariát Střední Ameriky a Panamy